# Tidal Basin
Pour les articles homonymes, voir Tidal.

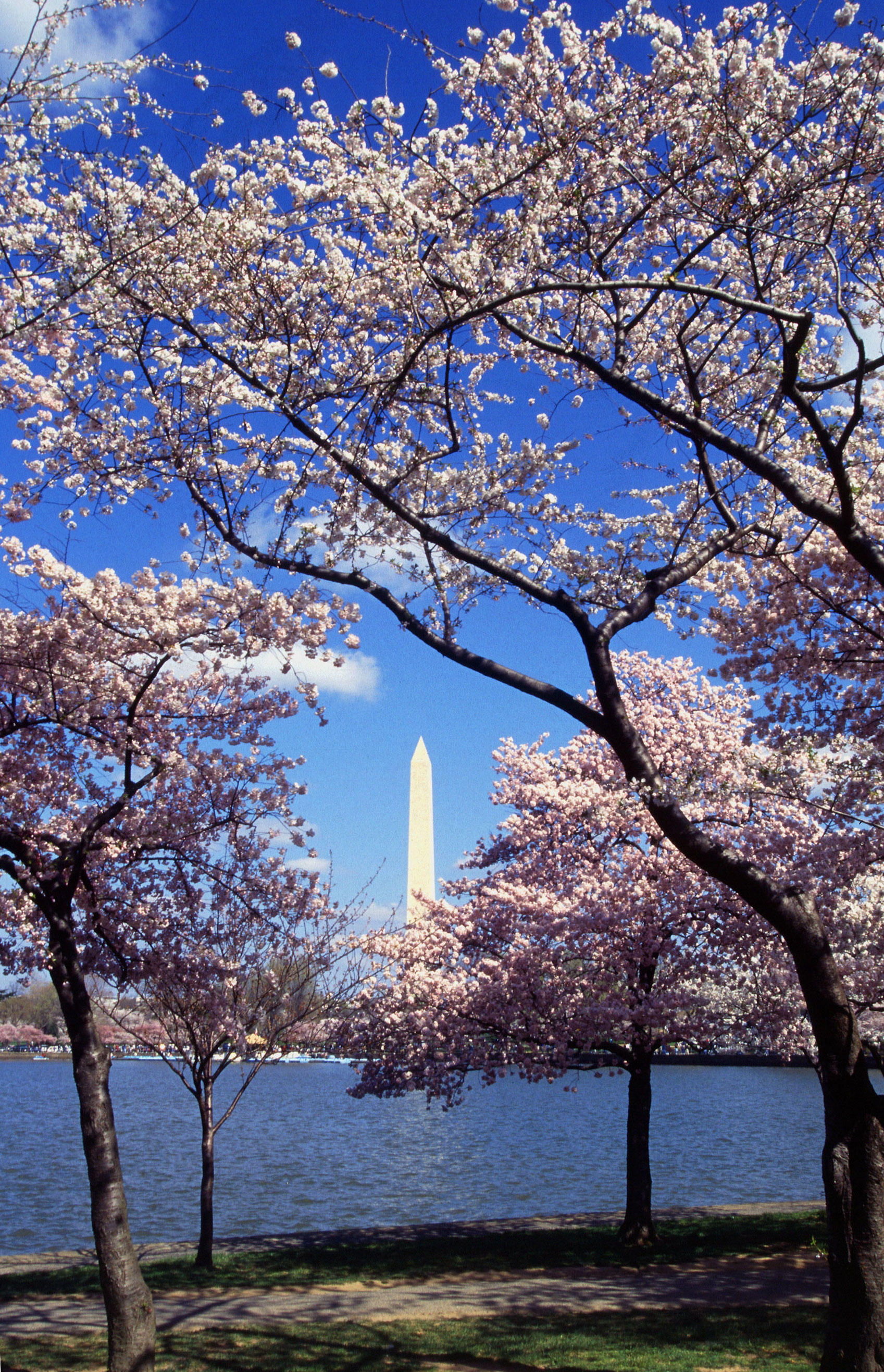
Le Tidal Basin avec des cerisiers en fleur

Le « Tidal Basin » est un étang artificiel, situé à Washington DC., entre le fleuve Potomac et le Washington Channel. 
Le bassin fait partie du Parc de Potomac Ouest, et est entouré par plusieurs monuments, notamment le Jefferson Memorial, le Franklin Delano Roosevelt Memorial et le Martin Luther King Jr. Memorial. 
Le bassin couvre une aire d'à peu près 107 acres (0,433 km2) et a 10 pieds (3,048 m) de profondeur. 
Ce site emblématique est particulièrement connu pour ses cerisiers en fleurs et pour accueillir chaque printemps le célèbre Festival des cerisiers en fleurs de Washington.  

## Histoire

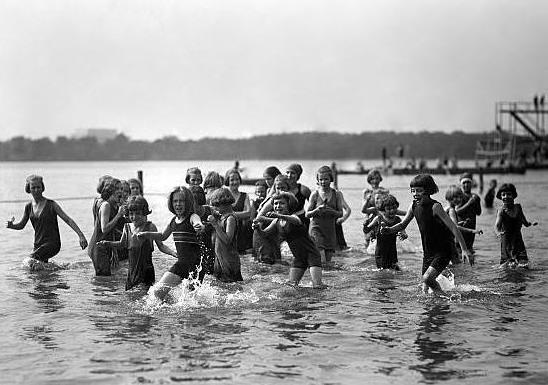
Orphelines jouant dans le Tidal Basin vers 1924

La construction du Tidal Basin remonte à la fin du XIXe siècle. Son origine découle de la nécessité de résoudre des problèmes récurrents d'inondations et d'accumulation de sédiments dans le Washington Channel. Entre 1856 et 1867, la région a en effet subi plusieurs inondations, ce qui a conduit à la conception d'un système de bassin à marée pour réguler les eaux. Peter Conover Hains (en), un officier ingénieur de l'armée américaine, en supervisa la conception et la construction.

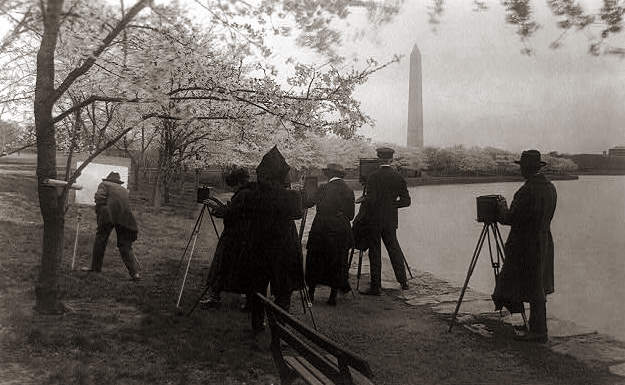
Le Tidal Basin dans les années 1920